# Газоспоживання
Газоспожива́ння (англ. gas consumption; нім. Gasverbrauch) — використання природного горючого газу промисловими і побутовими об'єктами. Виділяють газоспоживання побутовими, комунальними, промисловими об'єктами, електростанціями, а також пов'язане з опаленням і вентиляцією.
Величину газоспоживання визначають на кінець розрахункового періоду:
- Газоспоживання побутового (із врахуванням перспективи розвитку об'єктів споживання газу) — за нормами, розрахованими на 1 людину; комунального — віднесеними на одиницю продукції;
- пов'язаного з опаленням і вентиляцією — за нормами, які враховують теплову характеристику будівель і кліматичні умови;
- решта сфер газоспоживання — за даними фактичної витрати або за нормами витрати інших видів палива.

У зв'язку з непостійною в часі витратою газу розрізняють нерівномірності газоспоживання:
- добову,
- тижневу,
- сезонну.

Відображаються відповідно в добовому, тижневому і річному графіках газоспоживання. Річні графіки газоспоживання, які складаються за осередненими для кожного місяця добовими витратами, враховуються при плануванні видобутку газу; виборі і обґрунтуванні заходів, які забезпечують регулювання нерівномірності газоспоживання, забезпеченні надійності і підвищенні ефективності роботи газорозподільних систем. Добова і тижнева нерівномірності газоспоживання пов'язані з режимами використання газу на побутові потреби і промисловими об'єктами, сезонна — в основному з опалювальним навантаженням.
Із збільшенням кількості об'єктів нерівномірність газоспоживання зменшується.
Сезонну нерівномірність газоспоживання компенсують за рахунок запасів газу в підземних сховищах, резерву продуктивності магістральних газопроводів, буферних споживачів газу.
Добова і тижнева нерівномірності газоспоживання регулюються з допомогою станцій пікового газоспоживання, до яких належать сховища скраплених вуглеводневих газів (метану, пропану і бутану) і устаткування регазифікації, а також накопичувальних ємностей газопостачальної системи.